# Édith Bongo
Édith Lucie Bongo Ondimba, née le 10 mars 1964 à Brazzaville (Congo) et morte le 14 mars 2009 à Rabat (Maroc), fille du président congolais Denis Sassou-Nguesso, était l'épouse du président gabonais Omar Bongo. De cette union sont nés deux enfants : Omar Denis Junior Bongo Ondimba et Yacine Bongo Ondimba.

## Biographie

### Enfance, éducation et débuts
Fille de Marie-Claire Dirat et de Denis Sassou-Nguesso, elle effectue tout son cursus scolaire à Brazzaville (Congo) avant de s'inscrire, en 1982, trois ans après l'accession de son père au pouvoir, à l'Institut national des sciences de la santé de Brazzaville. Elle en ressort sept ans plus tard avec un doctorat en médecine après avoir soutenu sa thèse sur les maladies infantiles.

### Carrière
Elle n'exerce que peu de temps la médecine dans son pays avant d’épouser le président gabonais Omar Bongo, en août 1990.

### Première dame du Gabon
Devenue Première dame du Gabon, elle s'engage en faveur d'actions caritatives, notamment la lutte contre le sida. Le 21 septembre 1996, elle crée la fondation Horizons nouveaux, destinée à aider les enfants handicapés. À Libreville (Gabon), elle crée également le lycée Michel Dirat et en 2001 la polyclinique El Rapha, une structure sanitaire de référence dont elle préside le conseil d'administration jusqu'à sa mort le 14 mars 2009. Elle participe à la création en 2003 de l'Organisation des Premières dames d'Afrique contre le sida (OPDAS), dont elle sera la toute première présidente (jusqu'en 2004). Elle est membre de l'association Médecins du monde (présidant son antenne gabonaise) et se voit décerner la médaille de Reconnaissance des laboratoires Mérieux, le 31 mai 1996, à Libreville. Elle est également titulaire de la Légion d'honneur (France).
Elle s'engage sur le terrain politique pour soutenir son mari, entre autres dans le cadre du Parti démocratique gabonais, dont elle avait été nommée présidente d'honneur en 2003.

## Décès
Elle décède le 14 mars 2009 à Rabat, au Maroc,,.